# Hot Babes
Pour plus de détails, voir Fiche technique et Distribution.
Hot Babes (Deep in the Valley) est une comédie américaine réalisée par Christian Forte en 2009.

## Synopsis
Carl et Lester sont transportés dans un monde parallèle à la réalité. Ils sont entourés par des filles sexy et dévergondées, leurs fantasmes vont être réalisés par ces filles.

## Fiche technique
- Titre : Hot Babes
- Titre original : Deep in the Valley
- Réalisateur : Christian Forte
- Scénariste : Christian Forte
- Directeur de la photographie : Alex Vendler
- Monteur : Sandy S. Solowitz
- Chef décorateur : Joe Lemmon
- Directrices du casting : Venus Kanani, Mary Vernieu
- Musique (générique) : Lucky Girl du groupe Norvégien "Cato Salsa Experience"
- Producteurs : Judd Payne, Matthew Rhodes
- Pays :  États-Unis
- Durée : 96 minutes

## Distribution
- Brendan Hines (VF : Sébastien Hébrant) : Carl
- Chris Pratt (VF : Mathieu Moreau) : Lester
- Denise Richards : Autumn Bliss
- Rachel Specter : Bambi
- Kate Albrecht : Daphne
- Scott Caan (VF : Bruno Mullenaerts) : Rod Cannon
- Blanca Soto : Suri DIablo
- Kim Kardashian : Summer Eve
- Betsy Rue : Danni
- Heather Vandeven : Mandi
- Ana Alexander : Docteur sexy
- Sandra McCoy : Infirmière sexy
- Annie Huntley : la criminelle sexy #1
- Madison Bauer : la criminelle sexy #2

## Version française
- Société de doublage : NDE Production
- Direction artistique : Antony Delclève
- Adaptation des dialogues : Frédéric Alameunière
- Enregistrement et mixage :